# Loreya
Loreya là chi thực vật có hoa trong họ Mua.